# Maison Spielrein

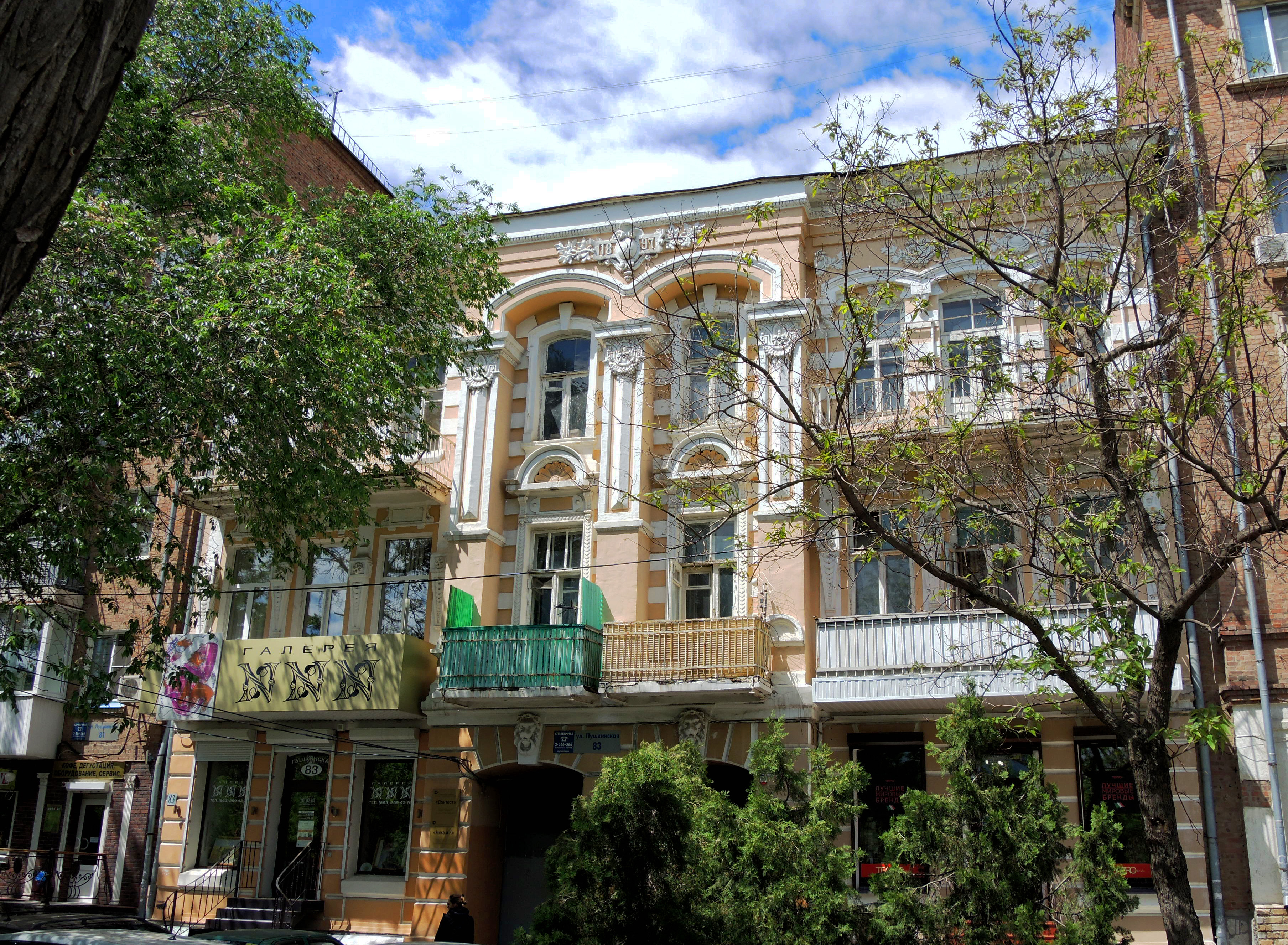
Façade de la maison Spielrein.

La maison Spielrein (russe : Особняк Шпильрейн) est une ancienne maison particulière située à Rostov-sur-le-Don en Russie, au 83 rue Pouchkine. Elle a le statut d'objet du patrimoine culturel au niveau régional

## Histoire

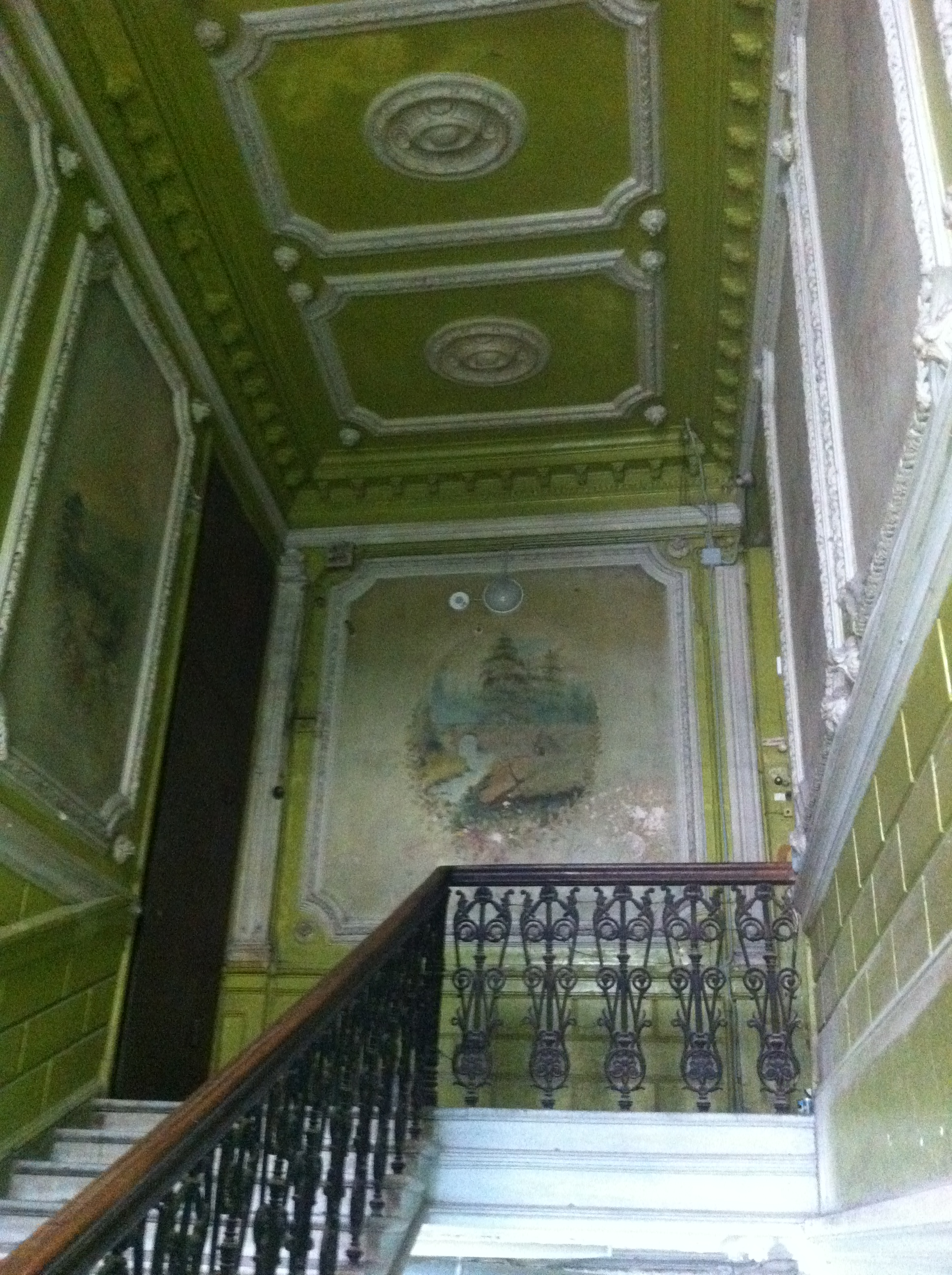
Escalier d'honneur.

La maison est bâtie en 1897, et appartenait à la dentiste Eva Markovna Spielrein née  Lublinskaïa (1863-1922). Elle y demeurait avec son mari, le médecin Nikolaï (Naphtoul) Spielrein, et ses enfants Yan, Isaac, Émile et  Sabina, et y exerçait aussi dans son cabinet de dentiste au rez-de-chaussée. Sa fille Sabina Spielrein devint une fameuse psychanalyste et mourut tuée par les Allemands en 1942 du fait de sa race juive. Elle passa donc une partie de sa jeunesse dans cette demeure. La maison comprend deux ailes constituées d' appartements autrefois donnés en location par les Spielrein. Le consulat de Belgique y installa ses bureaux dans un de ces appartements en 1914, et dans un autre le consulat de la Sublime Porte. Les autres étaient loués à des avocats, ingénieurs ou négociants. La maison fut nationalisée en 1918 par les bolchéviques. Eva Spielrein s'enfuit à l'étranger avec ses enfants laissant son mari Nikolaï qui obtint le droit de demeurer dans une petite pièce sous l'escalier d'honneur jusqu'à sa mort. Sabina Spielrein revint à Rostov en 1923 après la mort de sa mère ainsi que ses frères qui périrent pendant la Grande Terreur stalinienne.
La maison fut endommagée pendant la Seconde Guerre mondiale, avec la toiture partiellement détruite. Elle fut restaurée après la guerre et immédiatement réhabitée. En novembre 2015, on y ouvrit dans une partie de l'édifice le musée Sabine-Spielrein qui comprend des objets personnels et des photographies de la psychanalyse et qui organise des expositions,.

## Architecture

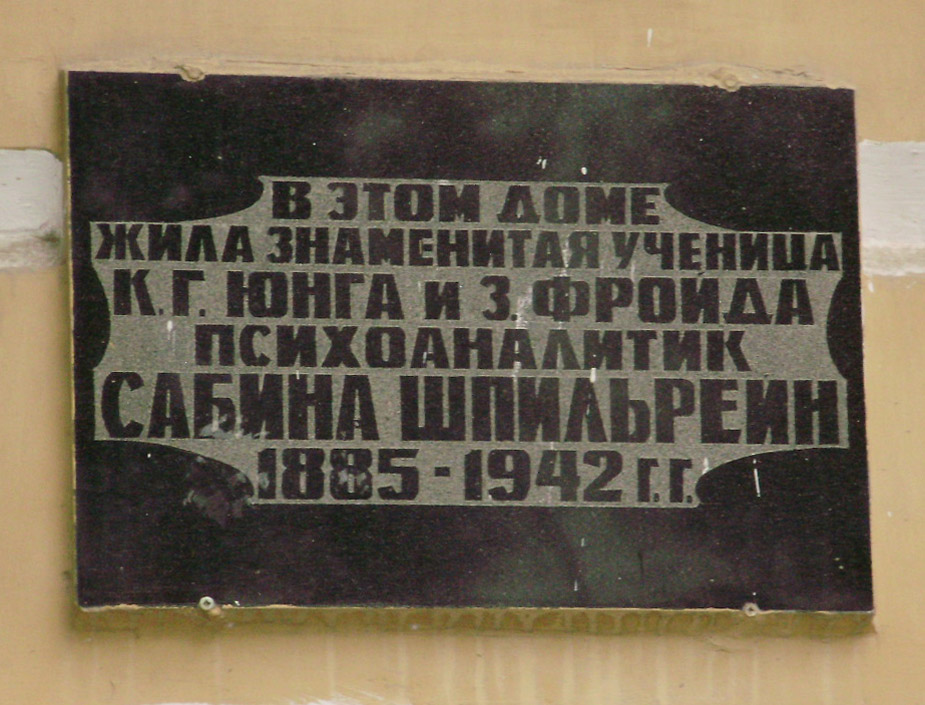
Plaque en hommage à Sabina Spielrein.

L'édifice à deux étages est en forme de U. Dans les ailes donnant sur la cour se trouvaient les appartements donnés en location.
Des éléments d'architecture Renaissance, baroque et néoclassique se remarquent sur la façade. La partie centrale de la façade est accentuée par deux loggias décorées de pilastres sur les côtés. Des lésènes de côté sont ornés de motifs orientaux. Le rez-de-chaussée est décoré de bossages. Le portail est arqué ainsi que la porte donnant sur la cour  – leur clef de voûte étant ornée de masques de lion. Des cartouches sont placés dans les entablements de la façade ; on lit l'année de la construction de la maison - 1897 - dans l'un des cartouches.

## Plaques
En 2002, on installe sur la façade une plaque commémorative faite par le sculpteur de Rostov  B. N. Kondakov. On y lit: « La fameuse disciple de  C. G. Jung et S. Freud, la psychanalyste Sabina Spielrein (1885-1942), vécut dans cette maison. ».